# Ágnes Heller
Ágnes Heller   (Budapest, 12 de maig de 1929 - Balatonalmádi, 19 de juliol de 2019) va ser una filòsofa hongaresa. Prominent pensadora marxista en un primer moment, més endavant es va situar en una posició socialdemòcrata, també se centra en la filosofia hegeliana, l'ètica i l'existencialisme. El desenvolupament del seu pensament evidencia una atenció acurada als esdeveniments de les últimes dècades i alhora revela un dinamisme constant de maduració.
Ágnes Heller va créixer en el si d'una família jueva de classe mitjana. El seu pare, Pál Heller, encara que mai va romandre durant molt temps en un sol treball, durant la Segona Guerra Mundial va emprar les seves habilitats legals i el seu coneixement de l'alemany per ajudar la gent a reunir la documentació necessària per emigrar de l'Europa nazi. El 1944 el cap de família dels Heller va estar entre els 450 000 hongaresos jueus que van ser deportats al camp de concentració d'Auschwitz, on va morir abans que acabés la guerra. Ágnes Heller i la seva mare van aconseguir evitar la deportació per una sort d'atzar i sentit pràctic.
Sobre la influència de l'Holocaust en el seu treball, Heller declara en la seva entrevista amb Csaba Polony, editora de la publicació Left Corbi :
| «                          | El meu pare va ser assassinat i també molts dels meus amics de la infància. Així que aquesta experiència va exercir una influència immensa sobre tota la meva vida, particularment sobre la meva feina. Sempre estava interessada en la pregunta: Com va ser possible que passés això? Com puc entendre-ho? I aquesta experiència de l'Holocaust va estar acompanyada d'una altra, la de viure en un règim totalitari. Això va despertar preguntes molt similars a les meves inquietuds personals i en la investigació mundial: Com pot passar això? Com pot la gent fer coses com aquestes? Així que vaig haver d'esbrinar quina moralitat hi ha en tot això, ¿quina és la naturalesa del bé i del mal, què puc fer respecte al crim, què puc saber sobre les fonts de la moralitat i del mal? Aquest va ser el primer interrogant. L'altre interrogant va ser una pregunta de caràcter social: Quin tipus de món pot produir això? Quin tipus de món permet que aquestes coses passin? Què és la modernitat? Podem esperar redempció? | » |
| — Ágnes Heller, Left Corbi | |   |

El 1947 Heller va començar a estudiar física i química a la Universitat de Budapest. Però aquest mateix any va canviar les ciències naturals per la filosofia arran d'assistir a les classes del filòsof marxista György Lukács sobre les interseccions de la filosofia i la cultura. En aquell moment Heller no entenia la terminologia filosòfica, però immediatament es va sentir fascinada per la coincidència entre els temes de la classe i les seves pròpies preocupacions i interessos sobre com viure en el món modern, especialment després de l'experiència de la Segona Guerra Mundial i l'Holocaust. En enfrontar-se amb la decisió existencial de triar entre marxisme i sionisme, Ágnes Heller va triar el marxisme i no va emigrar a Israel.

## La vida quotidiana com a fenomen social

### La vida quotidiana
La vida quotidiana és el conjunt d'activitats que realitzem en situacions concretes per satisfer les nostres necessitats i, en conseqüència, per seguir vivint. És el comú, l'habitual, el que fem cada dia, i per fer-ho cada dia no ho registrem veritablement. La realitat que apareix com a evident, compartida amb altres semblants que l'experimenten com jo i que constitueix el basament fonamental en el qual es crea i es recrea la societat com un món intersubjectiu.
Per a Heller, així com per a altres sociòlegs, la vida quotidiana és la dimensió fonamental d'existència social. Però ella va més enllà de la forma en què es manifesta i hi agrega:
| « | ... La vida quotidiana és el conjunt d'activitats que caracteritzen les reproduccions particulars creadores de la possibilitat global i permanent de la reproducció social ... En tota societat hi ha doncs una vida quotidiana: sense ella no hi ha societat | » |

La vida quotidiana és, per tant, el fenomen universal, present en tota societat en la qual es desenvolupa i expressa la reproducció social. És el cúmul d'activitats que realitzen les persones en determinades condicions socials, per viure i seguir vivint. És la dimensió social central en la qual tota persona desenvolupa la seva personalitat; i posa en acció totes les seves capacitats intel·lectuals, afectives i emotives. Actua amb tot el que és i com és; com diu Heller, és la vida de la persona sencera.

### La vida quotidiana i la reproducció social
Per tal que existeixi la societat és necessari que els individus es reprodueixin i l'àmbit en què aquesta reproducció es desenvolupa constitueix per Heller la vida quotidiana.
| «              | Per reproduir la societat cal que els individus particulars es reprodueixin a si mateixos, com a individus particulars. La vida quotidiana és el conjunt d'activitats que caracteritzen la reproducció dels individus particulars, i al seu torn, creen la possibilitat de la reproducció social. | » |
| — Ágnes Heller | |   |

El concepte de reproducció inclou l'autoreproducció i la reproducció de les relacions socials, l'entorn immediat, els usos i costums, les normes i els valors vigents en aquesta societat. Fa referència a la reproducció concreta de cadascun de nosaltres en un context concret. Heller diu que la reproducció dels individus constitueix des de l'inici un fet social, perquè les diverses activitats que desenvolupa responen a pautes i convencions socialment construïdes; quan el particular es reprodueix, reprodueix en forma directa i al mateix temps el seu entorn immediat i indirectament a la societat en el seu conjunt. L'autoreproducció i la reproducció social són dos moments del mateix procés.

### Les activitats socials són objectivacions
Les activitats que formen part del procés de reproducció són activitats socials, han de "objectivar-se", exterioritzar-se i independitzar-se de l'individu. En aquest sentit són considerades activitats socials:
- Els impulsos i les motivacions que es transformen en actes; el llenguatge interior, els ensomnis, entre d'altres, són activitats que no transcendeixen el plànol individual.
- Les conseqüències d'accions o activitats exterioritzades seran considerades socials quan són portadores de significats socialment construïts; és a dir, objectivacions específiques. En tant tals s'incorporen a la vida quotidiana com a "necessitats socials", indispensables per a la reproducció dels individus

No totes les objectivacions tenen la mateixa importància en la reproducció dels individus: rentar-se les dents no és el mateix, ni posseeix el mateix significat que estudiar a la universitat.
La vida quotidiana és, d'una banda, l'escenari en el qual es reprodueixen els individus i s'objectiven les accions dels particulars com a tals en l'aquí i ara; i, per una altra, és l'àmbit on es materialitzen les objectivacions socials de les generacions anteriors. En síntesi, la vida quotidiana condensa les objectivacions socials presents i passades.

### La reproducció i socialització del particular
Des que naixem, ens trobem en un món que existeix i que és independent de nosaltres. Naixem en una determinada família, en un determinat veïnat, en una determinada ciutat i en un país determinat.
En aquest procés, l'individu deu primer aprehendre i interioritzar el seu entorn, no només els objectes sinó també les significacions que els mateixos tanquen: els models i patrons de comportament per conduir-se en aquest món.
En les múltiples activitats posa en acció les seves capacitats i coneixements pràctics, adquirits durant el procés de socialització que implica fonamentalment aprehendre la quotidianitat; és a dir, aprendre a manipular les coses i assimilar les relacions socials, en la seva forma i contingut. Quan pot manejar la seva pròpia vida en forma autònoma, es considera que ha madurat per al món en el qual viu.
En aquest procés podem diferenciar dos nivells: la socialització primària, que l'individu travessa en la infantesa, per la qual es converteix en membre de la societat. La socialització secundària és el procés posterior que indueix a l'individu ja socialitzat a nous sectors del món objectiu de la seva societat.

### La particularitat i l'especificitat: dues dimensions de l'home
L'individu és un ésser particular i específic. La particularitat és part del món, però perquè l'individu pugui satisfer les seves necessitats deu diferenciar-se i contraposar-se a ell. El jo del particular es construeix i desenvolupa a partir de la identificació amb el "nosaltres" i en contraposició al món, al llarg del procés de socialització. Aquest Jo és un jo construït socialment i, per tant, és específic, encara que el particular ho "ignori". En conseqüència, les necessitats que s'expressen a través del jo, són sempre específiques, encara que els "motius" i la fi de les seves accions siguin d'índole particular.
No obstant això, el ser particular no pot, espontàniament, entendre en forma conscient la connexió entre les seves necessitats i l'espècie humana. Però ambdues característiques -la particularitat i l'especificitat- coexisteixen en ell i funcionen com una muda copresència que no és absoluta ni uniforme. L'home realitza activitats que, independentment de la seva fi particular, ho porten a identificar-se amb el nosaltres, com una prolongació de si mateix; per exemple, la pertinença a un partit polític, un club de futbol, una universitat.
Prendre consciència de la presència de la genericidad en la meva particularitat, és la precondició per construir una relació conscient amb la genericidad.
En conseqüència, l'ésser específic manté i desenvolupa una relació conscient amb la seva espècie; posposa les necessitats "particulars", subordinant les necessitats del jo a la del nosaltres. Quan això succeeix, la muda coexistència es fa visible, conscient, i el particular inicia el seu camí cap a la individualitat. Llavors pot ordenar i jerarquitzar la seva vida triant dins de límits més o menys flexibles.
Però aquesta escissió entre particularitat i generalitat no és una condició, ni una característica de la vida quotidiana en general, sinó de les societats capitalistes, on l'especificitat s'ha convertit en estranya per a la particularitat.
L'individu sencer com ésser social expressa la muda coexistència de la particularitat i l'especificitat; en el procés d'individuació el particular comença a adonar-se de l'específic, sense aconseguir, encara, una relació conscient amb l'espècie. Pot dir-se, llavors, que la particularitat ha estat relativament superada. La particularitat -que mai és superada totalment perquè és el substrat de la vida- canvia el seu sentit: deixa de ser una fi per a l'individu i es converteix en un mitjà per a la realització de l'espècie.

## Obra selecta
- Alltag und Geschichte. Zur sozialistischen Gesellschaftslehre (Història i vida quotidiana: aportació a la sociologia socialista). Neuwied–Berlín: Luchterhand, 1970.
- Hypothese über eine marxistische Theorie der Werte. Frankfurt: Suhrkamp, 1972. (Hipótesis para una teoria marxista de los valores; traducció a l'espanyol de Manuel Sacristán. Barcelona: Grijalbo, 1974).
- A morál szociológiája vagy A szociológia morálja (La sociologia moral o la moral sociològica). Budapest: Gondolat, 1964.
- Az aristotelési etika és az antik ethos (L'ètica aristotèlica i l'antic ethos). Budapest: Akadémia Kiadó, 1966.
- Társadalmi szerep és előítélet. Két tanulmány a mindennapi élet köréből (Rols socials i prejudicis. Dos estudis de la vida quotidiana). Budapest: Akadémiai Kiadó, 1966.
- A reneszánsz ember. Budapest: Akadémiai Kiadó, 1967. (El hombre del renacimiento; traducció a l'espanyol de José Francisco Ivars i Antonio Prometeo Moya. Barcelona: Península, 1980).
- A mindennapi élet. Budapest: Akadémiai Kiadó, 1970. (Sociologia de la vida cotidiana; traducció a l'espanyol de José Francisco Ivars i Enric Pérez Nadal. Barcelona: Península, 1977).
- A szándéktól a következményig. Előadások az általános etikáról (De la intenció a la conseqüència. Conferències sobre Ètica General). Budapest: Magvető, 1970.
- Philosophie des linken Radikalismus. Ein Bekenntnis zur Philosophie (Filosofia del radicalisme d'esquerra. Un compromís amb la filosofia). Hamburg: VSA, 1978
- Az ösztönök. Az érzelmek elmélete (Els instints. Teoria de les emocions). Budapest: Gondolat Kiadó, 1978. (Instinto, agresividad y carácter. Introducción a una antropologia social marxista; traducció a l'espanyol de José Francisco Ivars i Carlos Moya. Barcelona: Peninsula, 1980).
- Marxisme et démocratie. Au-delà du «socialisme réel» (en col·laboració amb Ferenc Fehér). París: Maspero, 1981.
- Crítica de la Ilustración: las antinomias morales de la razón (col·lecció d'assaigs en anglès traduïts a l'espanyol per Gustau Muñoz i José Ignacio López Soria). Barcelona: Península, 1984.
- Személyiségetika (An ethics of personality); amb traducció a l'anglès de Magdolna Módos; Budapest: Osiris, 1999.
- A zsidó Jézus feltámadása (La resurrecció del Jesús jueu). Budapest: Múlt és Jövő, 2000.
- A történelem elmélete (The theory of history); amb traducció a l'anglès de László Tarnay. Budapest: Múlt és Jövő, 2001. (Teoría de la historia; traducció a l'espanyol de Javier Honorato. Barcelona: Fontamara, 1985 (2a ed.).
- Auschwitz és Gulág (Auschwitz i Gulág). Budapest: Múlt és Jövő, 2002.
- A "zsidókérdés" megoldhatatlansága. Mért születtem hébernek, mért nem inkább négernek? (La irresoluble "qüestió jueva". Per què vaig néixer jueu, per què no negre?). Budapest: Múlt és Jövő, 2004.
- Az önéletrajzi emlékezés filozófiája (Filosofia del record autobiogràfic). Budapest: Múlt és Jövő, 2015.